# Лин, Роберт
Роберт Пэйчун Лин (англ. Robert Peichung Lin; 24 января 1942 — 17 ноября 2012) — профессор физики в Калифорнийском университете в Беркли, занимавшийся исследованиями в области экспериментальной физики космоса и астрофизики высоких энергий. Он сделал значительный вклад в изучение солнечных вспышек и плазменных явлений в магнитосфере Земли, лунную и планетную геологию, гелиосферную физику.

## Биография
Роберт Лин родился в регионе Гуанси в Китае, однако его семья вскоре перебралась в Лондон, а затем в США, в штат Мичиган. Он получил степень бакалавра наук в 1962 году в Калифорнийском технологическом институте. Докторскую диссертацию защитил в 1967 году в Калифорнийском университете в Беркли, в том же году стал там работать ассистентом. В 1991 году получил звание профессора физики. В 1992 году Лин стал помощником директора Лаборатории космических исследований (подразделения Университета в Беркли), а с 1998 года занимал пост её директора. Роберт Лин был главным исследователем в проекте RHESSI — космического аппарата для сбора информации о солнечных вспышках и ускорении частиц в космосе. Запуск аппарата RHESSI состоялся в 2002 году.
В 2004 году Американским астрономическим обществом он был отмечен Премией Джорджа Эллери Хейла за «пионерскую экспериментальную работу по обнаружению высокоэнергетической солнечной радиации и частиц». В 2006 году Лин был избран членом Национальной академии наук США.
Роберт Лин скончался 17 ноября 2012 года в Медицинском центре имени Алты Бейтс, Беркли. Причиной смерти стал инсульт. После себя учёный оставил жену, Лили.